# Болгарська східно-православна єпархія у США, Канаді та Австралії
Болгарська східно-православна єпархія в США, Канаді і Австралії (болг. Българска източноправославна епархия в САЩ, Канада и Австралия; англ. Bulgarian Eastern Orthodox Diocese of the USA, Canada and Australia) — одна з п'ятнадцяти єпархій Болгарської православної церкви (БПЦ), і одна з 2-х закордонних.
Главою єпархії в даний час є митрополит Іосиф (Босаков).

## Історія
Болгарська православна єпархія в США, Канаді та Австралії зароджувалася до Другої світової війни.
У 1921 Синод Болгарської православної церкви взяв на себе керівництво Болгарською духовною місією в США, організованою в 1909 році в рамках Алеутської і Північноамериканської єпархії, і призначив її начальником протопресвітера доктора Кристю Ценова. 30 грудня 1937 було схвалено рішення про заснування Болгарської єпархії в Америці.
У 1964 митрополит Андрей звернувся до Священного синоду Болгарської Православної Церкви з проханням про його повернення в болгарський єпископат. Після того, як його прохання було задоволено, він продовжив очолювати єпархію в Америці.
З поверненням митрополита Андрея і його єпархії в Болгарську православну Церкву, група під керівництвом архімандрита Кирила (Йончева) відокремилася від митрополита Андрея і приєдналася до Російської Православної Церкви Закордоном (РПЦЗ), як болгарська єпархія у вигнанні. Єпископи РПЦЗ висвятили Кирила в єпископський сан.
У 1969 за рішенням Синоду Болгарської Православної Церкви єпархія була розділена на Нью-Йоркську, Детройтську і Акронську. Митрополит Андрей очолив Нью-Йоркську кафедру, управління іншими було доручено єпископу Знепольскому Іосифу (Іванову).
Після смерті митрополита Андрея в 1972 єпископ Іосиф зайняв Нью-Йоркську кафедру, а Детройтська була приєднана до Акронської, керівником якої став єпископ Главиницький Симеон (Костадінов). У 1978 його замінив єпископ Знепольский Дометіан (Топузліев).
1 квітня 1983 адміністратором Акронської єпархії став єпископ Величський Іосиф (Босаков), який в 1986 був обраний митрополитом Акронським. Після смерті митрополита Нью-Йоркського Іосифа (4 вересня 1987) на кафедру очолив митрополит Геласій (Михайлов).
19 грудня 1989 Священний синод Болгарської Православної Церкви об'єднав Нью-Йоркську і Акронську єпархію в єдину Американську і Австралійську болгарську єпархію. Митрополит Іосиф став її митрополитом з кафедрою в Нью-Йорку.
В даний час єпархія перебуває під керівництвом митрополита Іосифа і вікарного єпископа Данила з парафіями в США, Канаді та Австралії.